# Kanton Angers-Est
Angers-Est is een voormalig kanton van het Franse departement Maine-et-Loire. Het kanton maakte deel uit van het arrondissement Angers. Het werd opgeheven bij decreet van 26 februari 2014 met uitwerking op 22  maart 2015.

## Gemeenten
Het kanton Angers-Est omvatte de volgende gemeenten:
- Angers (deels, hoofdplaats)
- Le Plessis-Grammoire
- Saint-Barthélemy-d'Anjou